# Llei d'accés electrònic dels ciutadans a l'administració
La Llei d'accés electrònic dels ciutadans a l'administració, coneguda com a LAECSP i també com a Llei 11/2007 de 22 de juny és una llei realitzada pel govern espanyol i que serveix de base per regular l'accés electrònic que tota la ciutadania espanyola ha de tenir en la relació amb qualsevol de les seves administracions. A Catalunya aquesta matèria, que és definida com una competència compartida per Estatut d'autonomia de Catalunya, està desenvolupada per la llei 29/2010.

## Àmbits d'Aplicació
Aquesta llei afecta tant a l'administració de l'estat espanyol, a les diferents administracions autonòmiques i als ens local, així com a aquelles entitats que formen part de l'administració pública i que han estat creades per una altra administració pública i que per tant gaudeixen de personalitat jurídica pròpia.

## Finalitat
La LAECSP reconeix a la ciutadania el seu dret a relacionar-se electrònicament amb les administracions públiques, així com l'obligació d'aquestes a garantir aquest dret. S'aplica a les relacions entre administracions i ciutadans i en les relacions privades que puguin tenir les administracions.
Amb anterioritat a aquesta norma, es deixava en mans de les administracions la decisió de si un tràmit podia o no ser de manera telemàtica. Amb l'aparició d'aquesta llei es deroguen els articles 38.9, 45.2, 45.3, 45.4 i 59.3 de la llei 30/1992 que marca que l'administració té l'obligació de prestar tots els seus serveis de manera telemàtica sense suprimir les formes tradicionals de relació

## Relació ciutadania i administració a nivell de mitjans electrònics
Amb l'aprovació d'aquesta llei, el govern socialista de José Luis Rodríguez Zapatero pretenia dotar de nous drets a la ciutadania en la seva relació amb les administracions públiques. Concretament, es reconeix el dret a relacionar-se amb totes les administracions utilitzant mitjans electrònics per a l'exercici dels drets previstos en l'article 35 de la llei 30/1992, així com formular sol·lícituds, manifestar consentiment, efectuar pagaments, realitzar transaccions i oposar-se a les resolucions i actes administratius. En relació als mitjans electrònics, els ciutadans tenen dret.:
- A escollir, entre aquells que en cada moment es trobin disponibles, el canal a través del qual es relacionaran amb les administracions públiques.
- A no aportar dades i documents que obrin en poder de les administracions públiques, les quals usaran mitjans electrònics per demanar l'esmentada informació sempre que, en el cas de les dades de caràcter personal, es compti amb el consentiment dels interessats en els termes establerts per la Llei Orgànica de protecció de dades de caràcter personal, o una norma amb rang de llei que així ho determini, llevat que no existeixin restriccions conforme a la normativa d'aplicació a les dades i documents demanats.
  - L'esmentat consentiment podrà emetre's i demanar-se per mitjans electrònics.
- A la igualtat en l'accés electrònic als serveis de les administracions públiques.
- A conèixer per mitjans electrònics l'estat de tramitació dels procediments en els quals siguin interessats.
- A obtenir còpies electròniques en cas de tenir la condició d'interessat.
- A la conservació en format electrònic dels documents electrònics que formin part d'un expedient.
- A obtenir mitjans d'identificació electrònica com la signatura electrònica del Document Nacional d'Identitat.
- A la utilització d'altres sistemes de signatura electrònica admesos en l'àmbit de les administracions públiques.
- A la garantia de seguretat i confidencialitat de les dades que figurin als fitxers, sistemes i aplicacions de les administracions públiques.
- A la qualitat dels serveis públics prestats per mitjans electrònics.
- a escollir les aplicacions o sistemes per relacionar-se amb les administracions públiques sempre que s'utilitzin estàndards oberts o, en el seu cas, aquells altres que siguin d'ús generalitzat per a la ciutadania.

En particular, en els procediments relatius a l'establiment d'activitats de serveis, els ciutadans tenen dret a obtenir la següent informació a través de mitjans electrònics.:
- Els procediments bàsics i tràmits necessaris per accedir a les activitats de servei i per al seu exercici.
- Les dades de les autoritats competents en matèries relacionades amb les activitats de serveis, així com de les associacions i organitzacions professionals relacionades amb aquestes.
- Els mitjans i condicions d'accés als registres i bases de dades públics relatius a prestadors d'activitats de serveis i les vies de recurs administratiu en cas de litigi entre qualsevol autoritat competent, prestadors i destinataris.
- La creació de la figura del Defensor de l'usuari
- Les administracions tindran l'obligació de fer aquests drets efectius a partir del 31 de desembre de 2009, en funció de la disponibilitat econòmica.
- Els tràmits i gestions poden fer-se des de qualsevol lloc, en qualsevol moment.